# 대전 법동 석장승

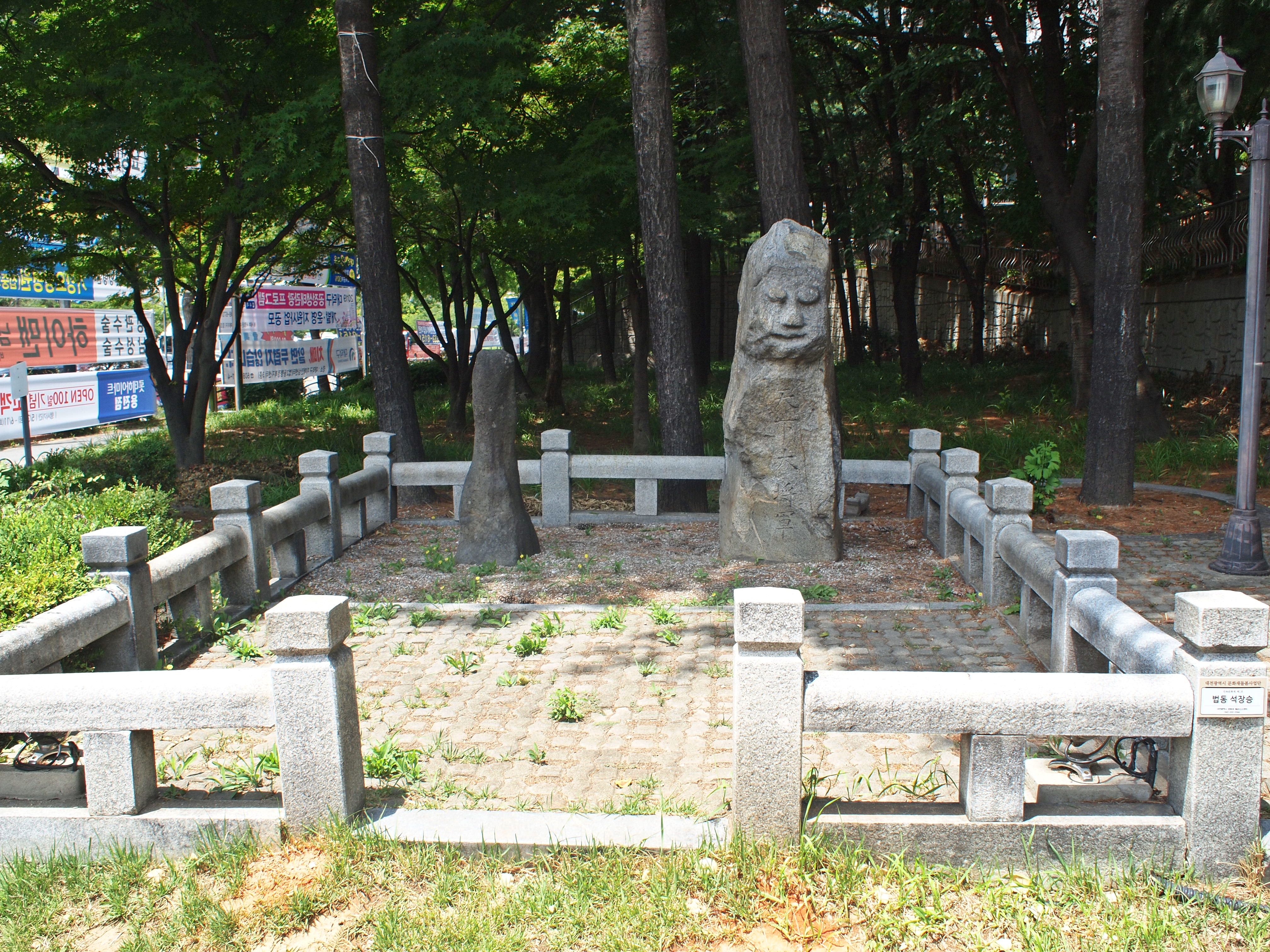
천하대장군

대전 법동 석장승(大田 法洞 石長牲)은 대전광역시 대덕구 법동에 있는 조선시대의 석장승이다. 1989년 3월 18일 대전광역시의 민속문화재 제1호로 지정되었다.

## 개요
거친 자연석에 눈·코·입 등을 다듬어 표현한 남·여 한 쌍의 돌장승으로, 높이는 각각 153cm, 126cm이다. 예전에는 법천골 마을 한복판을 흐르는 냇가를 중심으로 오른쪽에 천하대장군, 왼쪽에 지하여장군을 두었는데, 이 일대를 재개발 하면서 현재는 법동입구 도로 양쪽으로 옮겨 놓았다.
남장승의 몸체에는 ‘천하대장군’, 여장승의 몸체에는 ‘지하여장군’이라 새겨 놓았고, 둘다 머리 위에 모자 모양의 돌을 새겼다. 각진 얼굴 형태를 가진 남장승은 강인함이 엿보이고 굳게 다문 입은 무언가를 다짐하는 듯하다. 작은 입과 턱선을 둥글게 처리하여 순한 인상을 주는 여장승은 남장승과는 달리 귀를 만들어 사실적인 느낌을 준다.
남장승과 여장승 옆에는 각각 선돌이 서 있는데 남장승 옆의 것은 길쭉하여 남성을 상징하는 듯하고, 여장승 옆의 것은 펑퍼짐하여 여성을 상징하는 듯하나 확실하지는 않다.
원래는 나무장승이었던 것을, 약 300여 년 전에 다시 돌로 세운 것이라 한다. 고려시대에 건립된 것으로 보이는 이 장승은 선돌이 같이 있는 점이 특이하며, 조선시대의 장승과 비교해 볼 수 있는 가치있는 민속자료이다.
음력 정월 14일 밤 12시경이면 산신제를 지낸 후 장승제를 지내는데, 마을의 액운을 막고 건강을 기원하는 의미라 한다.

## 참고 자료
- 법동석장승 - 국가유산청 국가유산포털